# Thestor holmesi
Holmes's Skolly (Thestor holmesi) là một loài bướm ngày thuộc họ Bướm xanh. Nó được tìm thấy ở Nam Phi, nơi nó được tìm thấy ở West Cape, from the Hawequas Mountains và Jonkershoek.
Sải cánh dài 26.5-35.5 mm đối với con đực và 30.5-39.5 mm đối với con cái. Con trưởng thành bay từ tháng 12 đến đầu tháng 1. Có một lức một năm.